# Sechellophryne
A Sechellophryne a kétéltűek (Amphibia) osztályának békák (Anura) rendjébe és a Seychelle-szigeteki békafélék (Sooglossidae) családjába tartozó nem.

## Előfordulásuk
A nembe tartozó fajok a Seychelle-szigetek endemikus fajai, a Mahé és a Silhouette szigeten, trópusi esőerdőkben honosak. A nem elterjedési helyükről kapta nevét.

## Rendszerezés
A nembe az alábbi fajok tartoznaK:
- Sechellophryne gardineri (Boulenger, 1911)
- Sechellophryne pipilodryas (Gerlach & Willi, 2002)